# Saint-Sébastien-de-Raids
Pour les articles homonymes, voir Saint-Sébastien.
Saint-Sébastien-de-Raids est une commune française, située dans le département de la Manche en région Normandie, peuplée de 325 habitants.

## Géographie
| Saint-Germain-sur-Sèves, Périers | Saint-Germain-sur-Sèves  | Raids              |
| Périers                          | Saint-Sébastien-de-Raids | Raids, Marchésieux |
| Périers                          | Saint-Martin-d'Aubigny   | Marchésieux        |

### Hydrographie
La commune est située dans le bassin Seine-Normandie. Elle est drainée par la Taute, l'Holerotte et divers autres petits cours d'eau,.
La Taute, d'une longueur de 40 km, prend sa source dans la commune de Cambernon et se jette  dans la Douve à Carentan-les-Marais, après avoir traversé 13 communes. Les caractéristiques hydrologiques de la Taute sont données par la station hydrologique située sur la commune de Saint-Sauveur-Villages. Le débit moyen mensuel est de 0,3 m3/s. Le débit moyen journalier maximum est de 3,32 m3/s, atteint lors de la crue du 26 janvier 1995. Le débit instantané maximal est quant à lui de 6 m3/s, atteint le 26 décembre 1999.

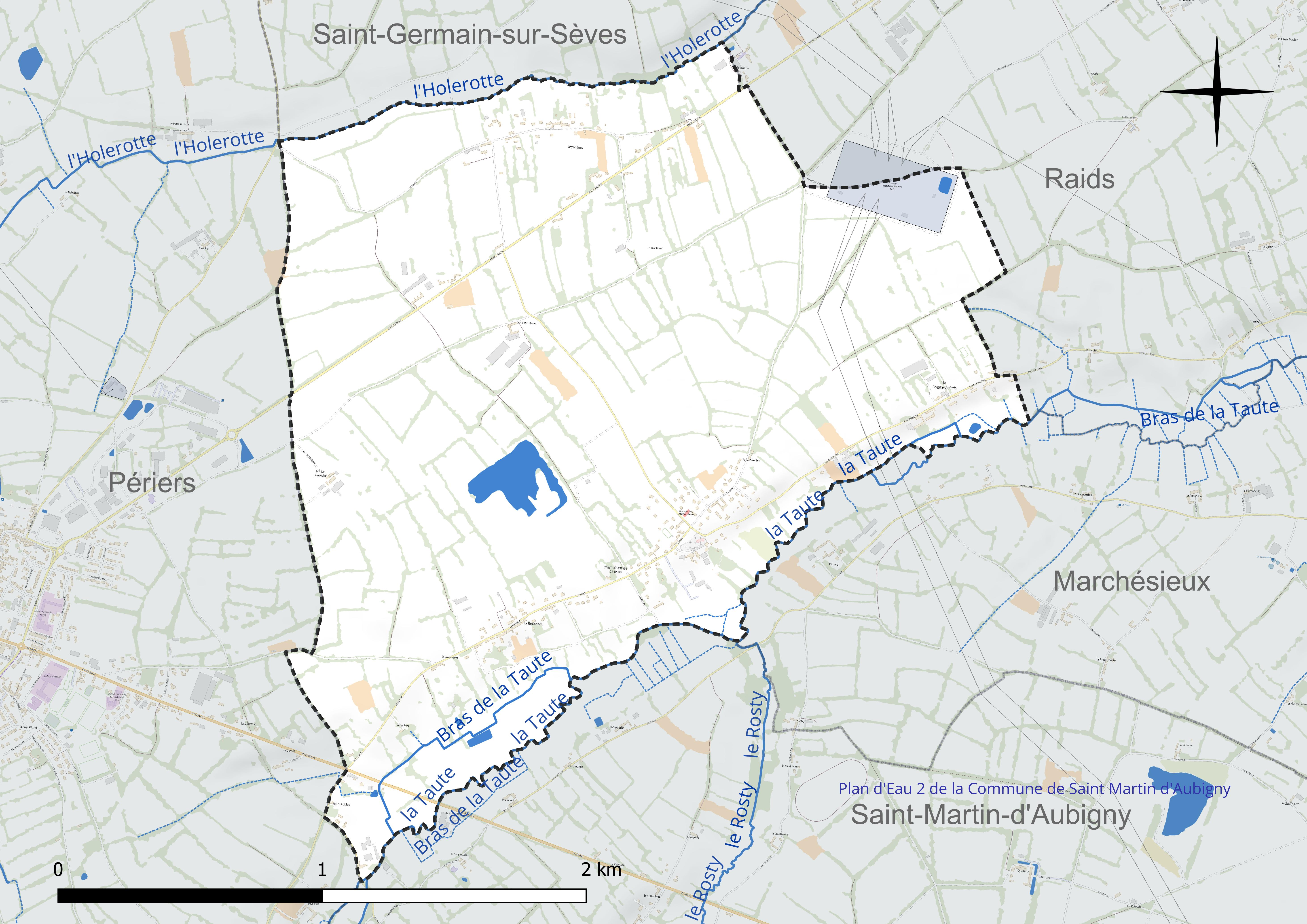
Réseau hydrographique de Saint-Sébastien-de-Raids.

L'Holerotte, d'une longueur de 12 km, prend sa source dans la commune de Saint-Sauveur-Villages et se jette  dans la Sèves en limite de Saint-Germain-sur-Sèves et de Terre-et-Marais, après avoir traversé sept communes. 

### Climat
Pour des articles plus généraux, voir Climat de la Normandie et Climat de la Manche.
En 2010, le climat de la commune est de type climat océanique franc, selon une étude du CNRS s'appuyant sur une série de données couvrant la période 1971-2000. En 2020, Météo-France publie une typologie des climats de la France métropolitaine dans laquelle la commune est exposée à un climat océanique et est dans la région climatique  Normandie (Cotentin, Orne), caractérisée par une pluviométrie relativement élevée (850 mm/a) et un été frais (15,5 °C) et venté. Parallèlement le GIEC normand, un groupe régional d’experts sur le climat, différencie quant à lui, dans une étude de 2020, trois grands types de climats pour la région Normandie, nuancés à une échelle plus fine par les facteurs géographiques locaux. La commune est, selon ce zonage, exposée à un « climat maritime », correspondant au Cotentin et à l'ouest du département de la Manche, frais, humide et pluvieux, où les contrastes pluviométrique et thermique sont parfois très prononcés en quelques kilomètres quand le relief est marqué.
Pour la période 1971-2000, la température annuelle moyenne est de 11,2 °C, avec une amplitude thermique annuelle de 11,2 °C. Le cumul annuel moyen de précipitations est de 829 mm, avec 13,5 jours de précipitations en janvier et 7,4 jours en juillet. Pour la période 1991-2020, la température moyenne annuelle observée sur la station météorologique la plus proche, située sur la commune de Coutances à 17 km à vol d'oiseau, est de 11,7 °C et le cumul annuel moyen de précipitations est de 1 092,8 mm,. Pour l'avenir, les paramètres climatiques de la commune estimés pour 2050 selon différents scénarios d’émission de gaz à effet de serre sont consultables sur un site dédié publié par Météo-France en novembre 2022.

## Urbanisme

### Typologie
Au 1er janvier 2024, Saint-Sébastien-de-Raids est catégorisée commune rurale à habitat dispersé, selon la nouvelle grille communale de densité à sept niveaux définie par l'Insee en 2022.
Elle est située hors unité urbaine et hors attraction des villes,.

### Occupation des sols
L'occupation des sols de la commune, telle qu'elle ressort de la base de données européenne d’occupation biophysique des sols Corine Land Cover (CLC), est marquée par l'importance des territoires agricoles (91 % en 2018), en diminution par rapport à 1990 (94,3 %). La répartition détaillée en 2018 est la suivante : zones agricoles hétérogènes (52,1 %), prairies (30,9 %), zones urbanisées (9 %), terres arables (8 %). L'évolution de l’occupation des sols de la commune et de ses infrastructures peut être observée sur les différentes représentations cartographiques du territoire : la carte de Cassini (XVIIIe siècle), la carte d'état-major (1820-1866) et les cartes ou photos aériennes de l'IGN pour la période actuelle (1950 à aujourd'hui).

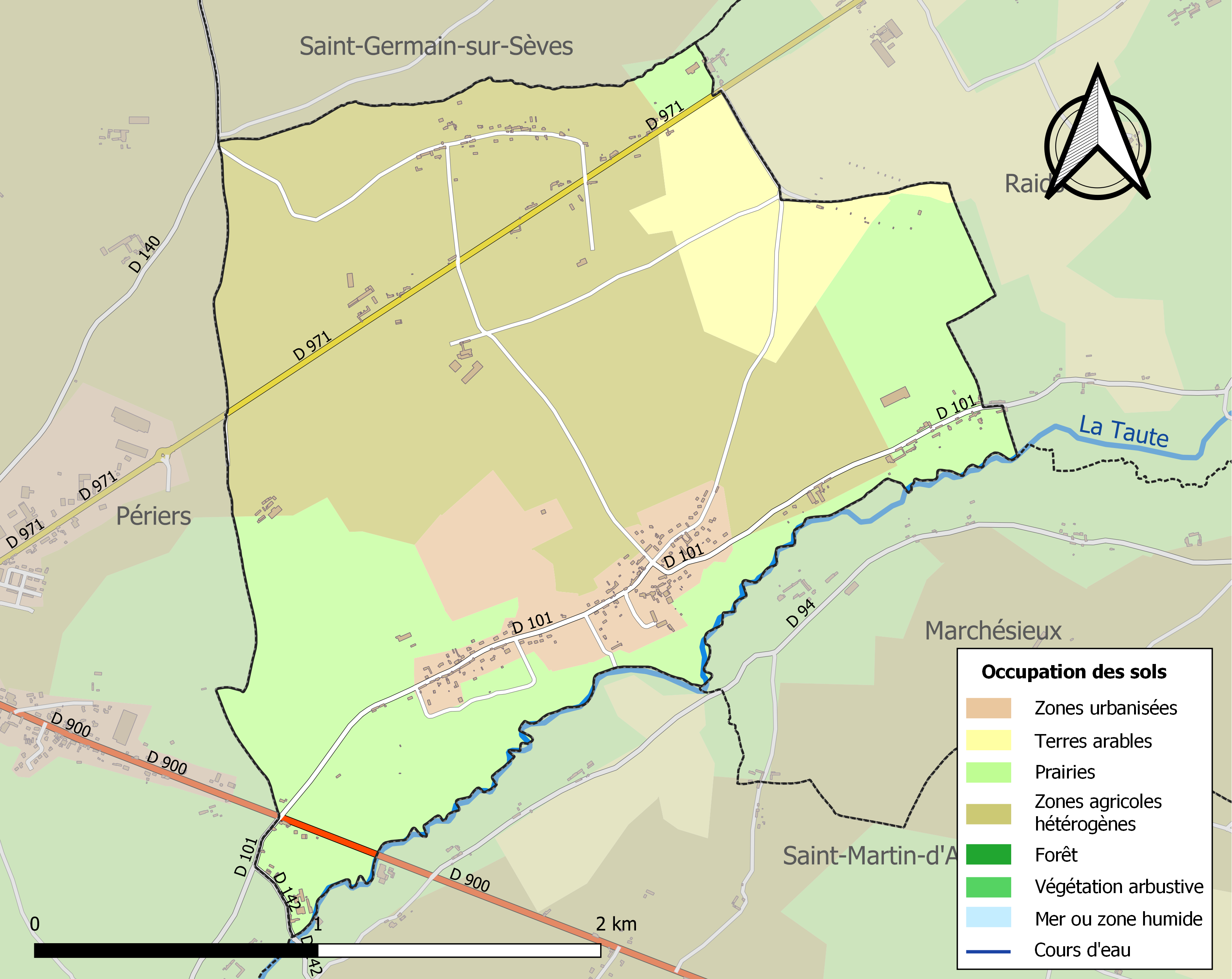
Carte des infrastructures et de l'occupation des sols de la commune en 2018 (CLC).

## Toponymie
Le nom de la localité est attesté sous les formes Sanctus Sebastianus vers 1280, Saint Sebastien de Raids en 1793.
La paroisse est dédiée à Sébastien, martyr chrétien du début du IVe siècle.
Raids est latinisée en Raz, vers 1280, dans le livre noir de Coutances. Raz ou (ras), mot d'origine normande issu du vieux norrois rás, désigne en français un courant de marée en Normandie,.
Raids serait d'origine saxonne et scandinave et pourrait signifier ruisseau et faire allusion à la Taute.
Selon René Lepelley l'origine du toponyme lié à la commune voisine Raids (prononcé ʁɛː) est obscure.
Le gentilé est Sébastiénots.

## Histoire
Le territoire de Saint-Sébastien-de-Raids fut traversé par une voie romaine].
Depuis le XIIe siècle il s'y tenait en janvier une foire annuelle dite de la Saint-Sébastien et qui fut transférée à Périers où elle perdura jusqu'aux années 1980.

## Politique et administration
| Période                                  | Période   | Identité           | Étiquette | Qualité     |
| ---------------------------------------- | --------- | ------------------ | --------- | ----------- |
| 1983                                     | juin 1995 | Élisabeth Lerouxel |           |             |
| juin 1995                                | mars 2008 | Gérard Bazin       | SE        |             |
| mars 2008                                | En cours  | Daniel Duval       | SE        | Agriculteur |
| Les données manquantes sont à compléter. |           |                    |           |             |

Le conseil municipal est composé de onze membres dont le maire et deux adjoints.

## Démographie
L'évolution du nombre d'habitants est connue à travers les recensements de la population effectués dans la commune depuis 1793. Pour les communes de moins de 10 000 habitants, une enquête de recensement portant sur toute la population est réalisée tous les cinq ans, les populations de référence des années intermédiaires étant quant à elles estimées par interpolation ou extrapolation. Pour la commune, le premier recensement exhaustif entrant dans le cadre du nouveau dispositif a été réalisé en 2008.
En 2022, la commune comptait 325 habitants, en évolution de −4,41 % par rapport à 2016 (Manche : −0,31 %, France hors Mayotte : +2,11 %).
Saint-Sébastien-de-Raids a compté jusqu'à 819 habitants en 1821.
| 1793 | 1800 | 1806 | 1821 | 1831 | 1836 | 1841 | 1846 | 1851 |
| ---- | ---- | ---- | ---- | ---- | ---- | ---- | ---- | ---- |
| 545  | 453  | 791  | 819  | 647  | 541  | 536  | 571  | 553  |

| 1856 | 1861 | 1866 | 1872 | 1876 | 1881 | 1886 | 1891 | 1896 |
| ---- | ---- | ---- | ---- | ---- | ---- | ---- | ---- | ---- |
| 528  | 506  | 480  | 505  | 402  | 397  | 425  | 451  | 367  |

| 1901 | 1906 | 1911 | 1921 | 1926 | 1931 | 1936 | 1946 | 1954 |
| ---- | ---- | ---- | ---- | ---- | ---- | ---- | ---- | ---- |
| 321  | 302  | 281  | 242  | 306  | 286  | 323  | 331  | 327  |

| 1962 | 1968 | 1975 | 1982 | 1990 | 1999 | 2006 | 2008 | 2013 |
| ---- | ---- | ---- | ---- | ---- | ---- | ---- | ---- | ---- |
| 344  | 333  | 275  | 238  | 270  | 280  | 337  | 353  | 345  |

| 2018 | 2022 | - | - | - | - | - | - | - |
| ---- | ---- | - | - | - | - | - | - | - |
| 329  | 325  | - | - | - | - | - | - | - |

## Économie
La commune se situe dans la zone géographique des appellations d'origine protégée (AOP) Beurre d'Isigny et Crème d'Isigny.

## Lieux et monuments
- Église Saint-Sébastien des XIVe, XVIIIe – XIXe siècles avec tour en façade. L'édifice rénové au XVIIe conservent des traces plus anciennes qui pourraient remonter au XVe siècle. Elle abrite une Vierge à l'Enfant du XVe et une statue de saint Sébastien du XVIe classées au titre objet aux monuments historiques[33], ainsi qu'une chaire à prêcher du XVIIIe, les tableaux l'Adoration des bergers et donation du rosaire et lutrin du XVIIIe, une verrière du XXe de Mauméjean[26].
- Croix de cimetière du XVIIIe siècle.
- Ancien presbytère du XVIIIe siècle.
- Le monument aux morts, situé dans le cimetière, est surmonté de la statue du Poilu au repos, réalisée par Étienne Camus.

## Activité et manifestations

### Jumelages
Bradford Peverell (Royaume-Uni) depuis 1985.

## Personnalités liées à la commune
- Christophe Nambotin (né en 1984), habitant de Saint-Sébastien-de-Raids, champion du monde d'enduro.